# Fade to Black (gra komputerowa)
Fade to Black – komputerowa przygodowa gra akcji autorstwa Paula Cuisseta, wyprodukowana przez studio Delphine Software i wydana w 1995 roku przez Electronic Arts. Jej głównym bohaterem jest Conrad Hart, protagonista Flashbacka, który został porwany przez obcą rasę Morph dokonującą inwazji na Ziemię.
Akcja Fade to Black prezentowana jest z perspektywy trzeciej osoby, z kamerą umieszczoną za plecami bohatera. Tym samym produkcja Delphine Software stanowiła pierwszą w historii gier strzelaninę z perspektywy trzeciej osoby. Gracz, przemierzając wnętrza bazy, ma za zadanie eliminować wrogów przy użyciu najróżniejszych rodzajów broni. Może się chronić przed ostrzałem ze strony antagonistów jedynie poprzez kucanie.
Jakkolwiek Fade to Black wzbudziło duże zainteresowanie recenzentów ze względu na techniczną innowację, z rezerwą przyjęto związane z tym problemy – nieodpowiednią pracę kamery oraz ubogą akcję. Kontrowersje wzbudzała również niedopracowana fabuła. Niemniej recenzenci chwalili grę jako solidną kontynuację Flashbacka.